# Fluminense AC (Niterói)
Fluminense AC is een Braziliaanse voetbalclub uit Niterói, in de staat Rio de Janeiro.
De club werd opgericht als Rio Branco FC, maar nam later de naam Fluminense AC aan. Sinds de jaren zeventig speelt de club geen professioneel voetbal meer.

## Erelijst
Campeonato Niteroiense
1930, 1932, 1938, 1940, 1944, 1947)